# 薄唇頜吻鰻
薄唇頜吻鰻（學名：Gnathophis mystax），是輻鰭魚綱鰻形目康吉鳗科頜吻鰻屬的其中一種，由François Étienne Delaroche於1809年描述，最初屬於Muraena屬，分布於東大西洋區，從葡萄牙南部至摩洛哥，包含地中海海域，深度75至800公尺，體長可達60公分，棲息於大陸坡的泥質或沙質底海域，為底棲性魚類，以底棲的無脊椎動物與小魚為食，產卵發生在八月至十月之間，生活習性不明，可做為食用魚。